# Liste der Monuments historiques in Damas-aux-Bois
Die Liste der Monuments historiques in Damas-aux-Bois führt die Monuments historiques in der französischen Gemeinde Damas-aux-Bois auf.

## Liste der Objekte
| Bezeichnung                 | Beschreibung                          | Standort                                        | Kennzeichnung | Schutzstatus | Datum | Bild |
| --------------------------- | ------------------------------------- | ----------------------------------------------- | ------------- | ------------ | ----- | ---- |
| Linker Seitenaltar          | Holz, vergoldet, 1778                 | in der Kirche St-Médard (Lage)                  | PM88000188    | Classé       | 1966  |      |
| Schutzmantelmadonna         | Holz, farbig gefasst, 19. Jahrhundert | in der Kapelle Notre-Dame-de-Bon-Secours (Lage) | PM88000187    | Classé       | 1985  |      |
| Rechter Seitenaltar         | Holz, vergoldet, 1778                 | in der Kirche St-Médard (Lage)                  | PM88000189    | Classé       | 1966  |      |
| Skulptur Heiliger Sebastian | Holz, farbig gefasst, 18. Jahrhundert | in der Kirche St-Médard (Lage)                  | PM88000186    | Classé       | 1956  |      |
| Skulptur Madonna mit Kind   | Holz, farbig gefasst, 18. Jahrhundert | in der Kirche St-Médard (Lage)                  | PM88000190    | Classé       | 1966  |      |